# Primera División 1998-1999 (Spagna)
La Primera División 1998-1999 è stata la 68ª edizione della massima serie del campionato spagnolo di calcio, disputato tra il 29 agosto 1998 e il 20 giugno 1999 e concluso con la vittoria del Barcellona, al suo sedicesimo titolo, il secondo consecutivo.
Capocannoniere del torneo è stato Raúl (Real Madrid) con 25 reti.

## Stagione

### Novità
A causa della nuova formula della Champions League e la soppressione della Coppa delle Coppe, i posti disponibili per la massima competizione europea per club salirono a 4 mentre la vincente della Coppa del Re acquisì il diritto di partecipare alla Coppa UEFA.

## Classifica finale
|       | Pos. | Squadra             | Pt | G  | V  | N  | P  | GF | GS | DR  |
| ----- | ---- | ------------------- | -- | -- | -- | -- | -- | -- | -- | --- |
|       | 1.   | Barcellona          | 79 | 38 | 24 | 7  | 7  | 87 | 43 | +44 |
|       | 2.   | Real Madrid         | 68 | 38 | 21 | 5  | 12 | 77 | 62 | +15 |
|       | 3.   | Maiorca             | 66 | 38 | 20 | 6  | 12 | 48 | 31 | +17 |
|       | 4.   | Valencia            | 65 | 38 | 19 | 8  | 11 | 63 | 39 | +24 |
|       | 5.   | Celta Vigo          | 64 | 38 | 17 | 13 | 8  | 69 | 41 | +28 |
|       | 6.   | Deportivo La Coruña | 63 | 38 | 17 | 12 | 9  | 55 | 43 | +12 |
|       | 7.   | Espanyol            | 61 | 38 | 16 | 13 | 9  | 49 | 38 | +11 |
|       | 8.   | Athletic Bilbao     | 60 | 38 | 17 | 9  | 12 | 53 | 47 | +6  |
|       | 9.   | Real Saragozza      | 57 | 38 | 16 | 9  | 13 | 57 | 46 | +11 |
|       | 10.  | Real Sociedad       | 54 | 38 | 14 | 12 | 12 | 47 | 43 | +4  |
|       | 11.  | Real Betis          | 49 | 38 | 14 | 7  | 17 | 47 | 58 | -11 |
|       | 12.  | Real Valladolid     | 48 | 38 | 13 | 9  | 16 | 35 | 44 | -11 |
| [ 2 ] | 13.  | Atlético Madrid     | 46 | 38 | 12 | 10 | 16 | 54 | 50 | +4  |
|       | 14.  | Real Oviedo         | 45 | 38 | 11 | 12 | 15 | 41 | 57 | -16 |
|       | 15.  | Racing Santander    | 42 | 38 | 10 | 12 | 16 | 41 | 53 | -12 |
|       | 16.  | Alavés              | 40 | 38 | 11 | 7  | 20 | 36 | 63 | -27 |
|       | 17.  | Extremadura         | 39 | 38 | 9  | 12 | 17 | 27 | 53 | -26 |
|       | 18.  | Villarreal          | 36 | 38 | 8  | 12 | 18 | 47 | 63 | -16 |
|       | 19.  | Tenerife            | 34 | 38 | 7  | 13 | 18 | 41 | 63 | -22 |
|       | 20.  | Salamanca           | 27 | 38 | 7  | 6  | 25 | 29 | 66 | -37 |

Legenda:
      Campione di Spagna e qualificato alla prima fase a gironi della UEFA Champions League 1999-2000.
      Qualificato alla prima fase a gironi della UEFA Champions League 1999-2000.
      Qualificate al terzo turno di qualificazione della UEFA Champions League 1999-2000.
      Qualificato al primo turno di Coppa UEFA 1999-2000.
      Ammessa alla Coppa Intertoto 1999.
  Partecipa allo spareggio interdivisionale.
      Retrocesse in Segunda División 1999-2000
Regolamento:
Tre punti a vittoria, uno a pareggio, zero a sconfitta.
In caso di arrivo di due o più squadre a pari punti, la graduatoria verrà stilata secondo la classifica avulsa tra le squadre interessate che prevede, in ordine, i seguenti criteri:
- Punti negli scontri diretti.
- Differenza reti negli scontri diretti.
- Regola dei gol fuori casa negli scontri diretti.
- Differenza reti generale.
- Reti realizzate in generale.

## Spareggi

### Play-out
|                | Risultati |                | Luogo e data                 |
| -------------- | --------- | -------------- | ---------------------------- |
| Extremadura    | 0-2       | Rayo Vallecano | Almendralejo, 27 giugno 1999 |
| Rayo Vallecano | 2-0       | Extremadura    | Madrid, 30 giugno 1999       |
|                |           |                |                              |
| Villarreal     | 0-2       | Siviglia       | Vila-real, 27 giugno 1999    |
| Siviglia       | 1-0       | Villarreal     | Siviglia, 30 giugno 1999     |
|                |           |                |                              |

## Statistiche

### Squadre

#### Capoliste solitarie
|    | —— | —— | ——  | ——  | ——  | ——  | ——  | ——  | ——  | ——      | ——      | ——      | ——      | ——      | ——      | ——      | ——  | ——         | ——         | ——         | ——         | ——         | ——         | ——         | ——         | ——         | ——         | ——         | ——         | ——         | ——         | ——         | ——         | ——         | ——         | ——         | ——         | —— |  |
|    |    |    | RMa | RSa | RMa | Mai | RMa | Mai | Cel | Maiorca | Maiorca | Maiorca | Maiorca | Maiorca | Maiorca | Maiorca | Cel | Barcellona | Barcellona | Barcellona | Barcellona | Barcellona | Barcellona | Barcellona | Barcellona | Barcellona | Barcellona | Barcellona | Barcellona | Barcellona | Barcellona | Barcellona | Barcellona | Barcellona | Barcellona | Barcellona | Barcellona |    |  |
|    |    |    |     |     |     |     |     |     |     |         |         |         |         |         |         |         |     |            |            |            |            |            |            |            |            |            |            |            |            |            |            |            |            |            |            |            |            |    |  |
|    |    |    |     |     |     |     |     |     |     |         |         |         |         |         |         |         |     |            |            |            |            |            |            |            |            |            |            |            |            |            |            |            |            |            |            |            |            |    |  |
| 1ª | 2ª | 3ª | 4ª  | 5ª  | 6ª  | 7ª  | 8ª  | 9ª  | 10ª | 11ª     | 12ª     | 13ª     | 14ª     | 15ª     | 16ª     | 17ª     | 18ª | 19ª        | 20ª        | 21ª        | 22ª        | 23ª        | 24ª        | 25ª        | 26ª        | 27ª        | 28ª        | 29ª        | 30ª        | 31ª        | 32ª        | 33ª        | 34ª        | 35ª        | 36ª        | 37ª        | 38ª        |    |  |

#### Primati stagionali
- Maggior numero di vittorie: Barcellona (24)
- Minor numero di sconfitte: Barcellona (7)
- Migliore attacco: Barcellona (87 reti segnate)
- Miglior difesa: Maiorca (31 reti subite)
- Miglior differenza reti: Barcellona (+44)
- Maggior numero di pareggi: Celta Vigo, Espanyol, Tenerife (13)
- Minor numero di pareggi: Real Madrid (5)
- Maggior numero di sconfitte: Salamanca (25)
- Minor numero di vittorie: Tenerife, Salamanca (7)
- Peggior attacco: Extremadura (27 reti segnate)
- Peggior difesa: Salamanca (66 reti subite)
- Peggior differenza reti: Salamanca (-37)

### Individuali

#### Classifica marcatori
| Gol |  |  | Giocatore               | Squadra             |
| --- |  |  | ----------------------- | ------------------- |
| 25  |  |  | Raúl                    | Real Madrid         |
| 24  |  |  | Rivaldo                 | Barcellona          |
| 21  |  |  | Claudio López           | Valencia            |
| 19  |  |  | Fernando Morientes      | Real Madrid         |
| 19  |  |  | Julio César Dely Valdés | Real Oviedo         |
| 17  |  |  | Savo Milošević          | Real Saragozza      |
| 16  |  |  | Ismael Urzaiz           | Athletic Bilbao     |
| 16  |  |  | Darko Kovačević         | Real Sociedad       |
| 14  |  |  | José Oscar Flores       | Deportivo la Coruña |
| 14  |  |  | Roy Makaay              | Tenerife            |
| 14  |  |  | Patrick Kluivert        | Barcellona          |
| 14  |  |  | Luboslav Penev          | Celta Vigo          |
| 13  |  |  | Juan Sánchez Romero     | Celta Vigo          |
| 13  |  |  | Alen Peternac           | Real Valladolid     |
| 13  |  |  | Gheorghe Craioveanu     | Villarreal          |